# Gai Asini Gal Saloní
Gai Asini Gal Saloní (en llatí Caius Asinius Gallus Saloninus) va ser fill del poeta i historiador Gai Asini Pol·lió. Formava part de la gens Asínia, una antiga família romana d'origen plebeu.
Va ser cònsol l'any 8 aC juntament amb Marci Censorí. L'emperador va dir d'ell que pretenia ser el personatge principal del senat. Tiberi, que no el podia veure (en part perquè parlava molt lliurement, i en part perquè Saloní s'havia casat amb Vipsània Agripina l'ex-muller de Tiberi), afegia que no tenia prou talent per ser el més bo dels senadors. Finalment, l'emperador va resoldre desfer-se d'ell i l'any 30 el va convidar a Capri, i mentrestant va aconseguir que el senat el condemnés a mort. Tiberi li va salvar la vida i l'amnistià, només per infligir-li crueltats més severes que la mort. El va mantenir empresonat durant tres anys gairebé sense menjar. Va morir finalment de gana, però no se sap si potser va ser una mort voluntària.
Gai Asini Gal també es va distingir en la història de la literatura romana, seguint els passos del seu pare. Va escriure una obra en diversos llibres, titulada De Comparatione patris ac Ciceronis, que criticava Ciceró, contra la qual l'emperador Claudi va escriure una rèplica defensant l'orador. No en queda res de la seva obra, només un epigrama curt que va conservar Suetoni.
Encara que el seu pare li va donar el cognom Saloní, el mateix Gai no el va utilitzar i el va llegar a uns dels seus fills amb Vipsània Agripina, l'antiga dona de l'emperador Tiberi. Aquest fill es va dir Asini Gal Saloní que va conspirar contra Claudi.